# 潮南村
潮南村（しおなみむら）は、かつて岐阜県加茂郡に存在した村である。当地区内の潮見は「伊勢湾が見える」地であることに由来する。
現在の加茂郡八百津町東部に該当し、木曽川北岸の地域である。かつては木曽川沿いにも集落が存在したが、丸山ダムのダム湖の湖底に沈むこととなり移転している。
新旅足橋の開通で、八百津町中心部からのアクセスが飛躍的に向上した。

## 歴史
- 江戸時代末期、この地域は美濃国加茂郡であり、苗木藩領であった。
- 1897年（明治30年）4月1日 - 潮見村と南戸村が合併し、潮南村となる。
- 1950年（昭和25年）6月1日 - 潮南村と飯地村との間で境界線が変更。潮南村大字潮見字入野が飯地村に編入される。
- 1956年（昭和29年）3月30日 - 八百津町に編入される。
- 2010年（平成22年）3月28日 - 新旅足橋開通。

## 学校
- 潮南村立潮見小学校
- 潮南村立南戸小学校
  - 峰分校
- 潮南村立潮南中学校